# 이용신
이용신(李鎔臣, 1975년 2월 27일~)은 대한민국의 성우이자 가수, 인터넷 방송인이다. 본관은 전주이다.
1997년 한양대학교 신문방송학과에 입학하였다. 대학 재학 시절인 1997년 강변가요제에 ‘인터넷B&G’라는 팀으로 출전하여 인기상을 수상하였다. 이후 국군방송 전문 MC, 방송 리포터, CM송 가수, 쇼핑 호스트 등으로 일했다.
2003년 3월 CJ ENM 성우극회 공채 5기로 입사했다. 2004년 4월 13일 첫 방송된 달빛천사의 주인공 역할과 오프닝 엔딩 및 삽입곡 전부를 소화했다. 이후, 다수의 애니메이션 주제가를 비롯하여 CM송 전문 가수로 활동해 1,000여 곡의 CM송을 불렀다.
2006년 프리랜서가 되었다. 2009년 7월 18일부터 9월 25일까지 매주 금요일 밤 12시(같은 해 10월 9일부터는 밤 11시)부터 새벽 1시까지 자신의 홈페이지에서 인터넷 방송 이용신의 핑키밀키럭키를 진행했다. 현재 애니메이션, 가수 활동 외에도 CJ E&M 계열채널인 tvN, 온스타일 등의 채널에서 나레이션, 해설로 활동 중이며 KBS, MBC 등의 공영방송 일부 프로그램에서도 나레이션을 하고 있다.
2010년 10월 9일, 대한민국 성우로서는 최초로 단독 라이브 콘서트를 성공적으로 개최하였으며, 2013년 11월 15일, 대한민국 성우로서는 최초로 온라인에서 정규 음반을 발매했다. 11월 19일에는 오프라인에서도 첫 앨범이 발매되었고, 11월 20일에는 yes24, 알라딘 등에서도 온라인으로 발매되었다.

## 학력
- 서울대현초등학교(졸업)
- 대청중학교(졸업)
- 서울세종고등학교(졸업)
- 한양대학교 신문방송학과(학사)

## 애니메이션 출연

### 투니버스 (구) 퀴니
- 짱구는 못말려 (3, 5, 8~기) (투니버스) - 채성아 선생님 / 한수지 / 철수 엄마 / 민희 / 장수풍뎅이 엄마
  - 3기 : 철수의 여자친구 / 신입사원 안내원 (짱구아빠 회사) / 서점직원 / 운전면허학원 놀이방직원 / 미숙아줌마 / 백화점 미아보호소 직원 2 / 도적 1 / 은설 1 / 토끼소녀 / 약사 / 회사직원 / 영이 / 점원 / 직원 1 / 택배원 / 점원 2 / 점원 6 / 여자 / 행인 3 / 무료수강신청자 / TV음성 / 고객 / 신입사원
  - 5기 : 나다리 / 이웃 아주머니 1 / 미숙 / 민선
  - 12기 : 스튜어디스 / 여학생 / 이생명
  - 13기 : 우가찡가 / 할머니
  - 21기 : 강마루
  - X파일 1기 : 하나
  - 극장판 짱구는 못말려: 우리들의 공룡일기 : 한수지 / 채성아 선생님
- 4월은 너의 거짓말 - 미야조노 카오리
- 7인의 나나 (투니버스) - 나나님
- 가정교사 히트맨 리본 (투니버스) - 미우라 하루
- 개구리 중사 케로로 (투니버스) - 앙골 모아
- 건방진 천사 (퀴니) - 시리사기 요시미
- 건퍼레이드 마치 (투니버스) - 히가시하라 노노미
- 고스트 바둑왕 (투니버스) - 후지사키 아카리 / 후쿠이
- 근육맨 2세 (투니버스) - 마주리
- 꼬마 마법사 레미 비바체 (투니버스) - 나모모
- 꼬마 마법사 레미 비밀편 (투니버스) - 나모모
- 나루토 (투니버스) - 테마리 / 유우히 쿠레나이
- 나루토 질풍전 (투니버스) - 테마리 / 유우히 쿠레나이
- 닌자보이 란타로 (투니버스) - 신베
- 달빛천사 (투니버스) - 루나 , 풀문
- 닥터슬럼프 (투니버스) - 박미리
- 드래건 드라이브 (투니버스) - 토와 사야카
- 드래곤볼 Z 2부 (투니버스) - 덴데
- 드래곤볼 Z 3부 (투니버스) - 비델 / 덴데
- 드래곤볼 Z 3부 Part2 (투니버스) - 비델 / 덴데
- 따끈따끈 베이커리 (투니버스) - 감우진
- 레이브 (투니버스) - 엘리
- GTO (투니버스) - 노무라 토모코 로젠메이든 (퀴니) - 히나이치고
  - 로젠메이든 트로이멘트 (퀴니) - 히나이치고
  - 록맨 에그제 (투니버스) - 플로라
    - 록맨 에그제 스트림 (투니버스) - 재스민
    - 록맨 에그제 엑세스 (투니버스) - 팰릭스
    - 리틀펫샵 (투니버스) - 조이
    - 마법소녀 리리칼 나노하 (퀴니) - 크리스탈 나노하
    - 미도리의 나날 (투니버스) - 마린
    - 맡겨줘 돌고래 (투니버스) - 바다
    - 명탐정 코난 (투니버스) - 정보라(스즈키 소노코), 오소라(오키노 요코)
    - 무적코털 보보보 (투니버스) - 스즈
    - 별의 커비 (투니버스) - 라라라
    - 블리치 (투니버스) - 소이 폰
    - 슈가슈가룬 (투니버스) - 한혜리, 정재민, 와플, 크리스
    - 슈퍼 갤즈 (퀴니) - 쿠도 하루에 / 츠키노 카스미
    - 슈팅 바쿠간 BG (투니버스) - 제넷 / 아보아
    - 슈팅 바쿠간 (재능방송, 투니버스) - 르노 / 하피 / 찬 리 / 엘핀
    - 신비한 별의 쌍둥이 공주 (투니버스) - 아르테사 / 니나
      - 신비한 별의 쌍둥이 공주 꼬옥! (투니버스) - 아르테사

    - 심슨 가족 (투니버스) - 리사 심슨
    - 아따맘마 (투니버스) - 안새봄, 난희, 김송이, 미애
      - 새로운 아따맘마 (투니버스) - 김송이

    - 아침안개의 무녀 (투니버스) - 쿠쿠리
    - 엘르멘탈 제라드 (퀴니) - 안젤라 / 마이나
    - 오란고교 사교클럽 (투니버스) - 마이하라 치즈루
    - 울트라 매니악 (퀴니) - 리오 / 루나
    - 울프스 레인 (투니버스) - 체자
    - 으랏차차 삼총사 (투니버스) - 프리마
    - 음양대전기 (투니버스) - 나즈나
    - 정글은 언제나 맑은 뒤 흐림 (투니버스) - 미스 박 / 라벤나
    - 조이드 (투니버스) - 피네
    - 쥬베이짱 2 시베리아 야규의 역습 (투니버스) - 나노하나 지유
    - 츠바사 크로니클 (투니버스) - 사쿠라
    - 침략! 오징어 소녀 (투니버스) - 두날개
    - 카레이도 스타 (투니버스) - 마리온 베니니
    - 캐릭캐릭 체인지 (투니버스) - 히나모리 아무
      - 캐릭캐릭 체인지 두근두근 (투니버스) - 히나모리 아무
      - 캐릭캐릭 체인지 파티 (투니버스) - 히나모리 아무
      - 캐릭캐릭 체인지 쁘띠 (투니버스) - 히나모리 아무

    - 크르노 크루세이드 (투니버스) - 클레어
    - 탐정학원 Q (투니버스) - 유키하라 사쿠라코
    - 피치걸 (투니버스) - 사에
    - 피타텐 (투니버스) - 샤샤 / 이슬
    - 학원 앨리스 (투니버스) - 강민지 / 밍밍
    - 15살, 나 살아있어요 (투니버스) - 여자아이
    - 고쿠센 (투니버스) - 아이 1
    - 기동무투전 G건담 (투니버스) - 마리아 / 쟈넷
    - 달빛천사 (투니버스) - 풀문(루나)
    - 똑바로 가자 (투니버스) - 유미
    - 두더지 자매 (투니버스) - 두더지 자매1
    - 메탈베이블레이드 (투니버스) - 킹
    - 무적왕 트라이제논 (투니버스) - 미쫑
    - 엑스 드라이버 (투니버스) - 여학생 1
    - 왕도둑 징 (투니버스)
    - 직스 레벨2 (퀴니)
    - 황당용사 욜라세다 (투니버스) - 쿠리노하나 크리커
    - 나나 6/17 (투니버스) - 윤정
    - 날아라 호빵맨 (투니버스) - 치즈
    - 최유기 리로드 (투니버스) - 홍류
    - 여신님! 작다는 건 편리해 (투니버스)
    - 여기는 공원 앞 파출소 (투니버스) - 혼다라 왕자
    - 마루코는 아홉살 (투니버스) - 켄타
    - 쾌걸 조로리 (투니버스) - 아이 1
    - 배틀짱 (투니버스) - 아이
    - 몬스터 (투니버스) - 간호사 2
    - 작은 눈의 요정 슈가 (투니버스)
    - 드래곤볼GT (투니버스) - 비델 / 덴데
    - 아가사 크리스티의 명탐정 포와로와 마플 (투니버스) - 새라
    - 러브뮤 (퀴니) - 분홍이
    - 에어마스터 (투니버스) - 다케오 / 핑크 / 유키 / 아키코
    - 상상꾸러기 모나 (투니버스)
    - 헌티드 정션 (투니버스) - 거울소녀 / 재키 하나코
    - 시끌벅적 토마토 트윈스 (투니버스) - 케접 / 펀
    - 스켓 댄스 (투니버스) - 채아리
    - 지켜줘 롤리팝 (투니버스) - 포르테
    - 웨딩피치 (투니버스) - 데이지
    - 흑마녀 나가신다 (투니버스)
    - 아이 엠 스타! (투니버스) - 루나
    - D4 프린세스 (투니버스) - 네지리 / 하사미
    - GO GO 다섯쌍둥이 (투니버스) - 이슬비

### KBS
- 오토마을 붕붕친구들 (KBS) - 캘리
- 와글와글 꼬꼬맘 (KBS 2TV) - 모자, 노래, 상냥
- 뛰뛰빵빵 구조대2 (KBS) - 쉬퐁

### 외주제작 드라마 더빙
- 아더와 미니모이 (KBS) - 셀레니아

### 타방송사
- 갤럭시 엔젤 (애니맥스) - 밀피유 사쿠라바
  - 갤럭시 엔젤 Z (애니맥스) - 밀피유 사쿠라바
  - 갤럭시 엔젤 A (애니맥스) - 밀피유 사쿠라바 / 여자 / 어린 아이 1 / 여군 3 / 에리카
- 카트라이더 원더랜드 (타사) - 해설
- 건퍼레이드 오케스트라 (애니맥스) - 스가와라 노에루
- 공주님 조심하세요 (애니맥스) - 나나 / 코이데 마리
- 구름의 저편 - 약속의 장소 (극장개봉작) - 카사하라 마키 / 간호사
- 건담 0083 스타더스트 메모리 (애니박스) - 니나
  - 건담 0083 지온의 잔광 (애니박스) - 니나 퍼플턴
- 두발네발반야드 (타사) - 에비
- 라이온 수호대 (타사) - 카이온
- 레고 프렌즈 (타사) - 스테파니
- 유유백서 - 명계사투편 - 링링파
- 멋지다! 마사루 (애니원) - 메소 / 마리코 선생
- 명랑 개구리 뽕키치 (재능방송) - 백장미 / 뿅코
- 무적뱅커 크로켓 (대원방송), (애니원) - 드롭
- 버블버블 인어친구들 (타사) - 길
- 솔티레이 (애니맥스) - 카샤
- 수퍼 멍멍이 레츠코 테피 (카툰 네트워크) - 테피
- 슈퍼햄스밴드 (MBC) - 신유나
- 슬레이어즈 스페셜 (대원방송) - 나가
- 슬레이어즈 스폐셜 OVA (애니박스), (챔프) - 서펜스 나가
- 슬레이어즈 고저스 (애니박스) - 서펜트 나가
  - 슬레이어즈 엑셀런트 (애니박스), (챔프) - 서펜스 나가
  - 슬레이어즈 프리미엄 (애니박스) - 아멜리아 윌 테스라 세일룬
  - 건담 빌드 파이터즈 (애니맥스) - 아일라 유르기아이넨
- 엘하자드 OVA (애니박스) - 아라레
  - 엘하자드 OVA 2 (애니박스) - 아라레
- 쥬블스 (타사) - 체비
- 작안의 샤나 (애니맥스) - 빌헤르미나 카르멜 / 히라이 유카리 / 티리엘
- 쥬베이짱 - 러브리 안대의 비밀 (애니맥스) - 나노하나 지유
- 클라나드 (애니박스) - 후루카와 나기사
- 키라메키 프로젝트 (애니박스) - 링클
- 파워 퍼프걸 Z (카툰 네트워크) - 사라 / 세두사 / 레이디
- 프리큐어 Max Heart (대원방송) - 이예빈 / 샤이니 루미너스
- 플리즈 트윈즈 OVA (애니맥스) - 오노데라 카렌
- 해피 럭키 깜짝맨 (카툰 네트워크) - 칭칭 왕자
- 홍길동 어드벤처 (타사) - 정아
- 흑집사 (애니박스) - 폴라
- 겁쟁이 다람쥐 토토리 (애니맥스) - 토토리
- 떴다! 퀘스트 기사단 (카툰 네트워크) - 안나
- 뱀부 블레이드 (애니맥스) - 미야코
- 매직 유저스 클럽 (애니맥스) - 이즈 / 여학생 2 / 아야노죠군의 어머니 / 여학생 2 / 의문의 소녀 / 여배우 2 / 미츠 / 여학생 4 / 미키 / 시민 10
- 몬스터 왕자 몽짱 (카툰 네트워크) - 아라
- 수퍼멍멍이 레츠고 테피 (카툰 네트워크) - 테피
- 크러시기어 니트로 (재능TV) - 이루미
- 파워퍼프걸 Z (카툰 네트워크) - 레이디 아메바 / 세두사
- 디가타 원정대 (애니맥스) - 카라
- 대니팬텀 (니켈로디언) - 엠버 / 키티
- 마기 (카툰 네트워크) - 연홍옥
- 쥬얼펫 선샤인 (어린이TV) - 나공주 / 랄드 / 채롯 / 밀키
- F-ZERO팔콘전설 (대원방송) - 미사키 하루카 / 미스 킬러
- 베리 VS 프라이미벌 (카툰 네트워크) - 카즈코
- 베리와 핑크팬더 (카툰 네트워크, 재능TV) - 토토리 / 나공주 / 루나 / 아일라
- 베리와 아카메 VS 프라이미벌 2 (카툰 네트워크) - 카즈코 / 토토리 / 나공주 / 루나 / 아일라
- 헬로 카봇 젬 (SBS) - 레포스

### DVD애니 더빙
- 비너스 전기 (DVD)
- 코스모워리어 제로 (DVD)

### 방영예정 더빙
- 아이엠 스타 스타즈! - 칸자키 미즈키[5](루나)
- 아이엠 스타 온 퍼레이드! - 칸자키 미즈키(루나)

### 영화 애니 더빙
- 명탐정 코난 극장판 1기 - 시한장치의 마천루 - 정보라(스즈키 소노코)
- 명탐정 코난 극장판 2기 - 14번째 표적 - 정보라(스즈키 소노코)
- 명탐정 코난 극장판 3기 - 세기말의 마술사 - 정보라(스즈키 소노코)
- 명탐정 코난 극장판 4기 - 눈동자 속의 암살자 - 정보라(스즈키 소노코)
- 명탐정 코난 극장판 5기 - 천국으로의 카운트다운 - 정보라(스즈키 소노코)
- 명탐정 코난 극장판 6기 - 베이커가의 망령 - 정보라(스즈키 소노코)
- 명탐정 코난 극장판 8기 - 은빛날개의 마술사 - 정보라(스즈키 소노코)
- 명탐정 코난 극장판 10기 - 탐정들의 진혼가 - 정보라(스즈키 소노코)
- 명탐정 코난 극장판 13기 - 칠흑의 추적자 - 정보라(스즈키 소노코)
- 명탐정 코난 극장판 14기 - 천공의 난파선 - 정보라(스즈키 소노코)
- 명탐정 코난 극장판 15기 - 침묵의 15분 - 정보라(스즈키 소노코)
- 명탐정 코난 극장판 16기 - 11번째 스트라이커 - 정보라(스즈키 소노코)
- 명탐정 코난 극장판 19기 - 화염의 해바라기 - 정보라(스즈키 소노코)
- 명탐정 코난: 진홍의 연가 - 정보라(스즈키 소노코)
- 명탐정 코난: 제로의 집행인 - 정보라(스즈키 소노코)
- 명탐정 코난: 감벽의 관 - 정보라(스즈키 소노코)
- 명탐정 코난: 100만 달러의 오릉성 - 정보라(스즈키 소노코)
- 바비의 백조의 호수 (투니버스)
- 소년탐정 김전일 첫 번째 극장판 (투니버스) - 나영주
- 슬레이어즈 극장판 - 완전무결 (애니박스) - 서펜트 나가
- 슬레이어즈 리턴 극장판 (애니박스), (챔프) - 서펜스 나가
- 짱구는 못말려 극장판: 태풍을 부르는 장엄한 전설의 전투 - 연이 왕세녀
- 짱구는 못말려 극장판: 습격!! 외계인 덩덩이 - 채성아
- 짱구는 못말려 극장판: 아뵤! 쿵후 보이즈 ~라면대란~ - 채성아, 민희
- 짱구는 못말려 극장판: 동물소환 닌자 배꼽수비대 - 채성아
- 극장판 짱구는 못말려: 우리들의 공룡일기 - 한수지, 채성아, 민희, 철수 엄마
- 다마고치 극장판 1기: 두근두근 우주의 미아 (카툰네트워크) - 마메치
- 다마고치 극장판 2기: 우주제일의 행복한 이야기 (카툰네트워크) - 마메치
- 케로로 중사 극장판 1기 - 최종병기 키루루 (투니버스) - 앙골 모아
- 케로로 중사 극장판 2기 - 심해의 프린세스 (투니버스) - 앙골 모아
- 케로로 중사 극장판 3기 - 케로로 대 케로로 천공대결전 (투니버스) - 앙골 모아
- 케로로 더 무비: 드래곤 워리어 (투니버스) - 앙골 모아
- 케로로 더 무비: 기적의 사차원섬 (투니버스) - 앙골 모아
- 이누야샤 극장판 1기 - 시대를 초월한 마음 (투니버스) - 링
- 이누야샤 극장판 2기 - 거울 속의 몽환성 (투니버스) - 칸나 / 여선생님 / 가영이 친구
- 이누야샤 극장판 3기 - 천하패도의 검 (투니버스) - 링
- 디지몬 테이머즈 극장판 5기 - 모험가들의 싸움 (투니버스) - 나미
- 더 라스트 나루토 더 무비 - 쿠레나이 / 히마와리
- 극장판 아이 엠 스타!: 꿈의 오디션 (투니버스) - 루나
- 모아나 - 시나
- 극장판 포켓몬스터 AG: 뮤와 파동의 용사 루카리오 - 아일린, 린 여왕

### 외주제작 드라마 더빙
- 가면라이더 드래건 (투니버스) - 쇼코 / 여학생 / 어린 간자키 / 다쿠야 / 미카
- 가면라이더 드래건 극장판 (애니박스) - 사나코
- 가면라이더 블레이드 (챔프) - 미치
- 가면라이더 아기토 극장판 (애니박스) - 리사
- 가면라이더 파이즈 (투니버스) - 사에카 / 미치 / 게이코
- 다찌마와 리 - 소녀 (황보라)
- 명탐정 코난 드라마스페셜 - 남도일에게 보내는 도전장 (투니버스) - 정보라 (이와사 마유코), 오소라 (베키)
  - 명탐정 코난 드라마스페셜 - 남도일의 부활 (투니버스) - 정보라 (이와사 마유코)
  - 명탐정 코난 드라마스페셜 - 괴조 전설의 수수께끼 (투니버스) - 정보라 (이와사 마유코)
- 말괄량이 마법학교 (투니버스) - 드루 / 그리지
- 죽어도 예쁜 걸 (투니버스) - 레베카 (멜리사 하워드)
- 파워레인자 SPD (투니버스) - 외계인2
- 파워레인저 매직포스 (재능tv,챔프) - 오즈 루시 (매직 핑크) ( 벳푸 아유미) / 피위
- 파워레인저 캡틴포스 (챔프) - 오즈 루시 (매직 핑크)
- 해리포터와 죽음의 성물 PART1,2

### OST
- 개구리 중사 케로로
- 엔딩
- 말하자면 막나가기
- 효도손이나 효도르나
- 나루토
- 엔딩
- 오직 너만이
- 달빛천사
- 오프닝'
- 나의 마음을 담아
- New Future
- My Self
- Eternal Snow
- 삽입곡 Smile
- 엔딩
- Love Chronicle
- 카레이도 스타
- 엔딩
- 레이브
- 엔딩
- 호박요람
- 비행선
- 로젠 메이든 트로이멘트
- 엔딩
- 성소녀의 영역
- 마법소녀 리리칼 나노하
- 오프닝
- Innocent Starter
- 스타오션 EX
- 오프닝
- To the Light
- 엔딩
- Heart to Heart
- 여신님! 작다는 건 편리해
- 엔딩
- Kiss Kiss Kiss
- 오란고교 사교클럽
- 엔딩
- 꽃잎 키스
- 올림포스 가디언 삽입곡 올림포스의 세계로
- 정글은 언제나 맑음 뒤 흐림
- 오프닝
- 러브 트로피카나
- 러브 트로피카나 DX
- 엔딩
- 내일을 위해
- 츠바사 크로니클
- You're My Love
- 캐릭캐릭 체인지
- 오프닝
- 또 다른 나
- 삽입곡 크리스털 보더, Sky Angel
- 탐정학원 Q
- 오프닝
- -미궁- make★you
- 엔딩
- 보이지 않는 이야기
- 크로스 파이트 비드맨
- 날개를 찾아서
- 피타텐
- 오프닝
- 천사와 고공비행
- 학원 앨리스
- 오프닝
- 밝은 태양처럼
- 아이 엠 스타!
- 아이돌 활동
- G선상의 shining sky
- Moonlight Destiny
- Move on now
- 드리밍 샤이닝 플라잉
- Let's I am Star (극장판)
- Take Me Higher
- Signalize
- 짱구는 못말려
- Shining Line
- Hey Baby
- 파워 퍼프걸 Z
- 희망의 조각
- 천사가 될 거야
- 오프닝
- 엔딩
- 사랑의 바다

## 출연작

### 군가
- 대한민국 공군 군가 주제가
- Blue Sky
- The Power of Air Force

### 음반
정규 음반
|          | 음반명 | 수록곡 정보 | 차트 최고 순위      | 판매량 |
| 대한민국 | 음반명 | 수록곡 정보 |                     | 판매량 |
| -------- | --- | --- | ------------------- | ------ |
| 1집      | Type Control - 발매일: 2013년 11월 15일 (디지털 다운로드) 2013년 11월 19일 (CD) - 레이블: 비타민 엔터테인먼트, P&M 코리아 - 포맷: CD, 디지털 다운로드 | 1. "Little Blossom" 2. "그대 때문에" 3. "지금은 사랑할 시간" (Feat. 박형준, 김장) 4. "In the Booth" (NG 컷 트랙) 5. "Nine Tails Maid" 6. "No Day But Today" 7. "다시 봄은 오고" 8. "프리지아" 9. "또 다른 나" (《캐릭캐릭 체인지》 한국어 더빙판 여는 노래) | 62 (종합) 54 (국내) |        |

### 게임
- 007 퀀텀 오브 솔러스 (비디오 게임) - 카밀, 라디오 리포터 등
- 던전 앤 파이터 (PC) - 여성 거너
- 도타2 - 리나
- 로스트 오딧세이 (XBOX 360) - 사라
- 루니아Z(구)루니아 전기 아리엔 카르네스
- 리그 오브 레전드 - 아리, 신드라
- 마그나카르타 2 (XBOX 360) - 클레어
- 마비노기 영웅전 - 린
- 메이플스토리 (넥슨) - 엔젤릭버스터, 세렌
- 메이플스토리2 (넥슨) - 제이시, 셰릴, 샤론, 쉐리
- 블레이드 앤 소울 - 시스템 메시지(ex:내력이 부족합니다.)
- 블루 드래곤 (XBOX 360) - 조라
- 오션 런너 - 물개
- 삼국지 온라인
- 사이퍼즈 - 거너 J
- 사커스피리츠 - 세레스티아
- 슈퍼 판타지 워 (넥슨) - 크리스
- 스타크래프트 II: 자유의 날개 - 노바 테라
- 엘소드 - 로제
- 에이지 오브 코난
- 웬디의 네버랜드 - 릴리 라피에
- 진·삼국무쌍4 (PS2) - 손상향
- 진·삼국무쌍 온라인 (PC) - 손상향
- 키리노 매니아 - 리오, 사유미 타카나시
- 오션 런너 - 프린세스 물고기
- 킹덤 언더 파이어 더 크루세이더즈 (XBOX) - 시리츠
- 킹덤 언더 파이어 서클오브둠 (XBOX 360) - 셀린
- 킹덤 언더 파이어2 (PC) - 이자벨라
- 팡야 (PC) - 루시아
- 헤일로 리치 - 노블 6 (여)
- 아이러브니키 - 니키
- 샤이닝니키 - 니키

### 방송 나레이션
- 디자인 성공시대 (SBS)
- 렛미인 (tvN)
- 스타일앱스 (온스타일)
- 게임플러스 2005 (온게임넷, 현 OGN)
- 온라인 특공대 - 메이플스토리 편 (OGN)
- 온라인 포커스 (OGN)
- 썬 선발대 (OGN)
- Queen of kart (OGN)
- 상상대결 (KBS)
- 자체발광 (MBC)
- E news (tvN)

### 인터넷 라디오 방송
- 《이용신의 핑키밀키럭키》
- 《오후의 발견, 김현철입니다》

### TV 방송
- Queen of Kart 시즌2 (온게임넷, 현 OGN)
- 대결 노래가 좋다 (KBS) - 2008년 7월 27일 출연
- 톡톡톡 오후 2시 (MBC)
- 퍼펙트 싱어 VS (tvN)
- 아침마당 (KBS)
- 롤 더 넥스트 2021 (SBS)

### TV 예고
- 웨딩피치 (투니버스) - 데이지
- 쥬얼펫 선샤인 (어린이TV) - 나공주

### CF 광고
- IBK 스타일카드
- BC카드
- 넥센타이어 플레이 더 로드(Play the Road) 편
- 도미노피자 (소너시대편)
- 오리온 (초코파이)
- 한국닌텐도 (나만의 컬렉션 걸즈스타일)
- LG전자 (휘센, 옵티머스원)
- 옥시 (냄새먹는 하마)
- 페리카나치킨
- KT (SHOW&Partners, 국제전화001, 키즈나라)
- 비알코리아 (베스킨라빈스)
- 삼성전자 (애니콜)
- 오뚜기 (오동통면)
- 농심 (도너츠꼬깜)
- 영실업
- OK저축은행
- 신한은행
- 롯데칠성음료 (하이콜라겐)
- 아이스테이션
- 오리온 (투니스)
- 보브
- SK텔링크 (국제전화00700)
- 조아제약 (튼튼한 짱구는 못말려)
- KCC (그라스울)
- 롯데제과 (빼빼로)
- 옥션
- 해태제과 (고향만두, 토마토마)
- G마켓
- 츄엣
- 토이트론
- 한국마사회
- 롯데리아
- 파인드잡
- 또래오래
- 캔디걸
- 디즈니 (주토피아 VOD)
- 한국까르푸
- 서울우유
- 기아자동차 (기아 모닝, 기아 K3, 기아자동차 원격케어 서비스)

## 수상 내역
- 1997년 강변가요제 인기상 수상(인터넷B&G)
- 1999년 전국 보이스 탤런트 선발대회 대상
- 2004년 투니초이스 최고여자성우상 부분 2위
- 2007년 투니초이스 최고여자성우상 부문 1위